# Let's Say for Instance
| Recensione        | Giudizio |
| ----------------- | -------- |
| AllMusic          |          |
| Album of the Year |          |
| PopMatters        |          |
| The Arts Desk     |          |

Let's Say for Instance è il quarto album in studio della cantante britannica Emeli Sandé, pubblicato il 6 maggio 2022 dall'etichetta indipendente Chrysalis Records.

## Descrizione
Nel febbraio 2021, Emeli Sandé scinde il contratto con l'etichetta discografica EMI e firma con l'etichetta discografica indipendente Chrysalis Records. Sandé ha spiegato che «in questo album mi sono sentita libera di esprimersi in modo più naturale sia dal punto di vista dei testi che della musica e il suo desiderio è che sia un'esperienza edificante per ogni ascoltatore e che lo conosca a un livello molto più profondo».
Al momento dell'uscita, nel settembre 2021 del primo singolo estratto Family è stato definito un allontanamento dal precedente sound soul della Sandé «più orientato verso il pop», mentre un comunicato stampa che accompagnava l'annuncio dell'album affermava che la Sandé «esplora un nuovo territorio sonoro attraverso sfumature di classica e R&B nostalgico».

## Accoglienza
Andy Kellman di AllMusic riscontra coesione nelle scelte tematiche e sonore, scrivendo che «c'è il dolore e la rabbia palpabili per gli omicidi razzisti, la consolazione teatrale e l'affermazione per una persona cara in un luogo oscuro». Kellman riscontra inoltre che Sandé «irradia una gioia disinibita per il suo nuovo amore», paragonando inoltre alcune produzioni come un tributo a Mariah Carey e Timbaland.
Peter Piatkowski di PopMatters scrive che Sandé inserisce nell'album tematiche culturali attuali definendolo «politico», poiché affronta temi come «l'identità di genere, la malattia o una storia d'amore fallita». Riporta che la produzione risulti «densa e corposa» mentre la voce della cantante «forte e distinta» che bilancia le canzoni, definendole «abbracci luminosi di pop che sono vivaci, affascinanti e divertenti». Piatkowski conclude la recensione scrivendo che «Let's Say for Instance parla di essere se stessi senza paura. Si tratta di buttarsi a capofitto e di non preoccuparsi di ciò che gli altri pensano di te. Sebbene la Sandé ammetta di aver lottato con il suo coming out, l'arte che ha creato da questa lotta è quella di sopravvivere, un tema costante nel suo lavoro».

## Tracce
1. Family – 4:04 (Adele Emeli Sandé, Henri Davies)
2. Love to Help – 3:21 (Sandé, Janum Khan)
3. July 25th – 1:52 (Sandé, Yoana Karemova)
4. Oxygen – 3:59 (Sandé, Lee Stashenko)
5. Summer – 3:56 (Sandé, Davies)
6. My Pleasure – 3:06 (Sandé, Jabulani Sithole, Sarah Eloho, Prince Galalie, Aquarelle)
7. There Isn't Much – 3:47 (Sandé, Fredrik Ball, Shahid Khan, Shakil Ashraf, Naughty Boy)
8. September 8th – 0:47 (Sandé, Garfield Booker, Jimmy Hamilton, Maurice Hayes, Teddy Raab, Booker T)
9. Look in Your Eyes – 3:11 (Sandé, Booker, Hamilto, Hayes, Raab, Booker T)
10. Ready to Love – 3:06 (Sandé, Ollie Green)
11. Wait for Me – 2:49 (Sandé, Christopher Hanlon, Jacob McKenzie, Laidi Saliasi, Mike Mayfield, Rachet)
12. Another One – 2:29 (Sandé, Stashenko, Fallen)
13. Yes You Can – 5:06 (Sandé, Darren Jones, Nicky Brown)
14. Brighter Days – 2:50 (Sandé, Green, Moyses Dos Santos)
15. Superhuman – 3:17 (Sandé, Sam Sumser, Sean Small)
16. World Go Round – 3:54 (Sandé, Ray Angry)

## Classifiche
| Classifica (2022)          | Posizione massima |
| -------------------------- | ----------------- |
| Belgio (Fiandre)           | 68                |
| Regno Unito                | 27                |
| Regno Unito (Independenti) | 5                 |
| Scozia                     | 13                |
| Svizzera                   | 41                |